# 阿里斯·菲利普斯
阿里斯·菲利普斯（1915年—1985年），应用力学学者，对材料力学，特别是塑性力学理论有着卓越的贡献。
阿里斯·菲利普斯生于希腊，1932年在雅典高中毕业，1937年毕业于国立雅典技术大学。 1938年，他来到柏林工业大学，在格奥尔格·哈梅尔的指导下攻读博士，并与1939年毕业。
从1940年到1945年，他分别在慕尼黑大学和慕尼黑工业大学做博士后研究。
1947年来到美国，他分别在加州理工学院和斯坦福大学任教。之后在耶鲁大学担任终身教授，直到逝世。
他是《力学学报》（奥地利）的创始人和主编之一。

## 资料来源
1. ↑  Tauchert, T. R. . Acta Mechanica. December 1987, 69 (1–4): 3–8. doi:10.1007/BF01175710 .